# Ali Yusuf Zaid
Ali Yusuf Zaid, född 2 juni 1940, är en afghansk friidrottare. Han deltog vid olympiska sommarspelen 1960.